# Macropoliana gessi
Macropoliana gessi là một loài bướm đêm thuộc họ Sphingidae. Loài này có ở Nam Phi.